# Pokój polsko-turecki (1607)
Pokój polsko-turecki – traktat pokojowy zawarty 16 lipca 1607 roku pomiędzy Rzecząpospolitą a Turcją. Ustanawiał pokój Polski z Chanatem Krymskim, który gwarantował sułtan turecki. Chan zobowiązał się zachować pokój pod warunkiem wypłaty przez Rzeczpospolitą corocznego upominku, zapewnił także okazywać pomoc zbrojną królowi polskiemu przeciw jego wrogom na jego żądanie lub na rozkaz sułtana. 
Sułtan gwarantował powstrzymanie tatarów krymskich od najazdów na Rzeczpospolitą, król Polski gwarantował Turcji powstrzymanie kozaków od napadów na ziemie tureckie. Traktat gwarantował polskim kupcom prawo do handlu na terytorium tureckim i w księstwach.
Sułtan Ahmed I wyraził nadzieję, że postanowienia pokoju da się utrzymać w czasie całego jego panowania. Turcja dzięki temu traktatowi mogła skoncentrować się na wojnie z szachem Persji Abbasem I Wielkim.